# Cleatlam
Cleatlam is een civil parish in het Engelse graafschap Durham.